# Parlament gal·lès
El Parlament gal·lès (gal·lès: Senedd Cymru; anglès: ''Welsh Parliament''), també conegut com "el Senedd", és el parlament amb poder legislatiu de Gal·les. Les primeres eleccions s'hi celebraren el 7 de maig de 1999. Està integrat per 60 diputats: 40 diputats elegits per circumscripcions, les mateixes que les utilitzades en les eleccions generals al Parlament britànic (en sistema majoritari), i 20 diputats elegits en tres regions, basades en les circumscripcions per les eleccions al Parlament Europeu (en sistema proporcional). Cada votant, doncs, té dos vots: una per la seva circumscripció i una per la regió. Abans de maig de 2020, era conegut com l'Assemblea Nacional de Gal·les (gal·lès: Cynulliad Cenedlaethol Cymru; anglès: ''National Assembly for Wales'').
L'edifici del parlament, conegut com el Senedd, va ser dissenyat per Richard Rogers i inaugurat el març de 2006 per la Reina Isabel II d'Anglaterra.

## Galeria

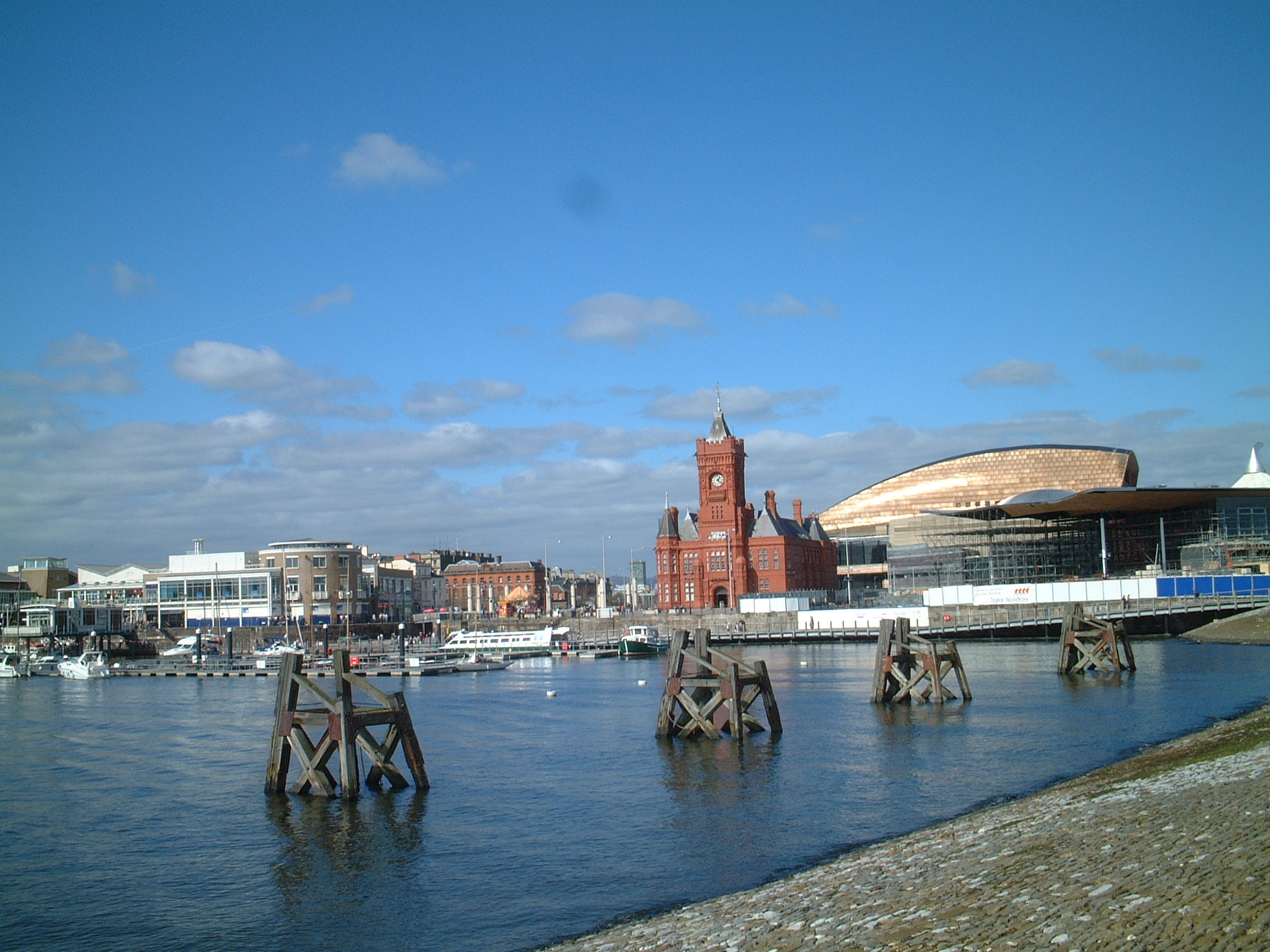
El Senedd a la Badia de Cardiff
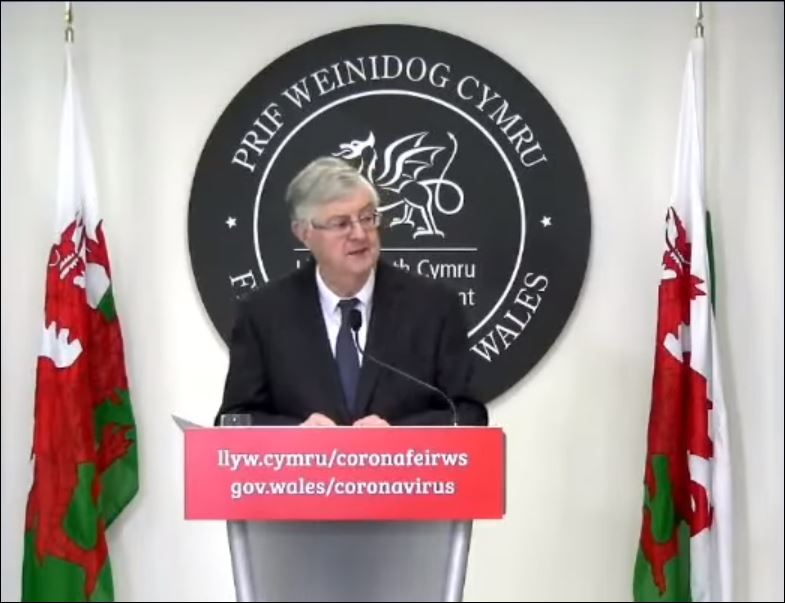
La pandèmia i tots els problemes de salut a Gal·les es transfereixen al govern gal·lès
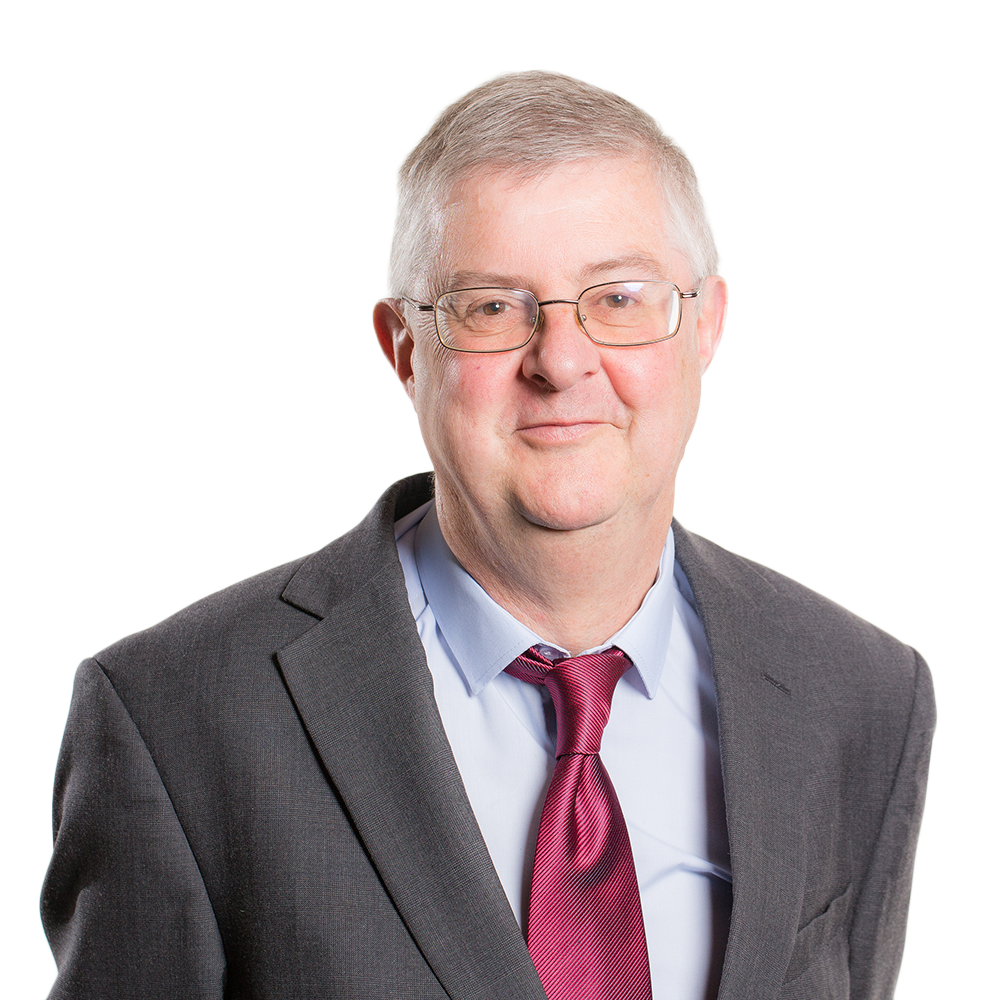
Mark Drakeford, el primer ministre de Gal·les; 2021
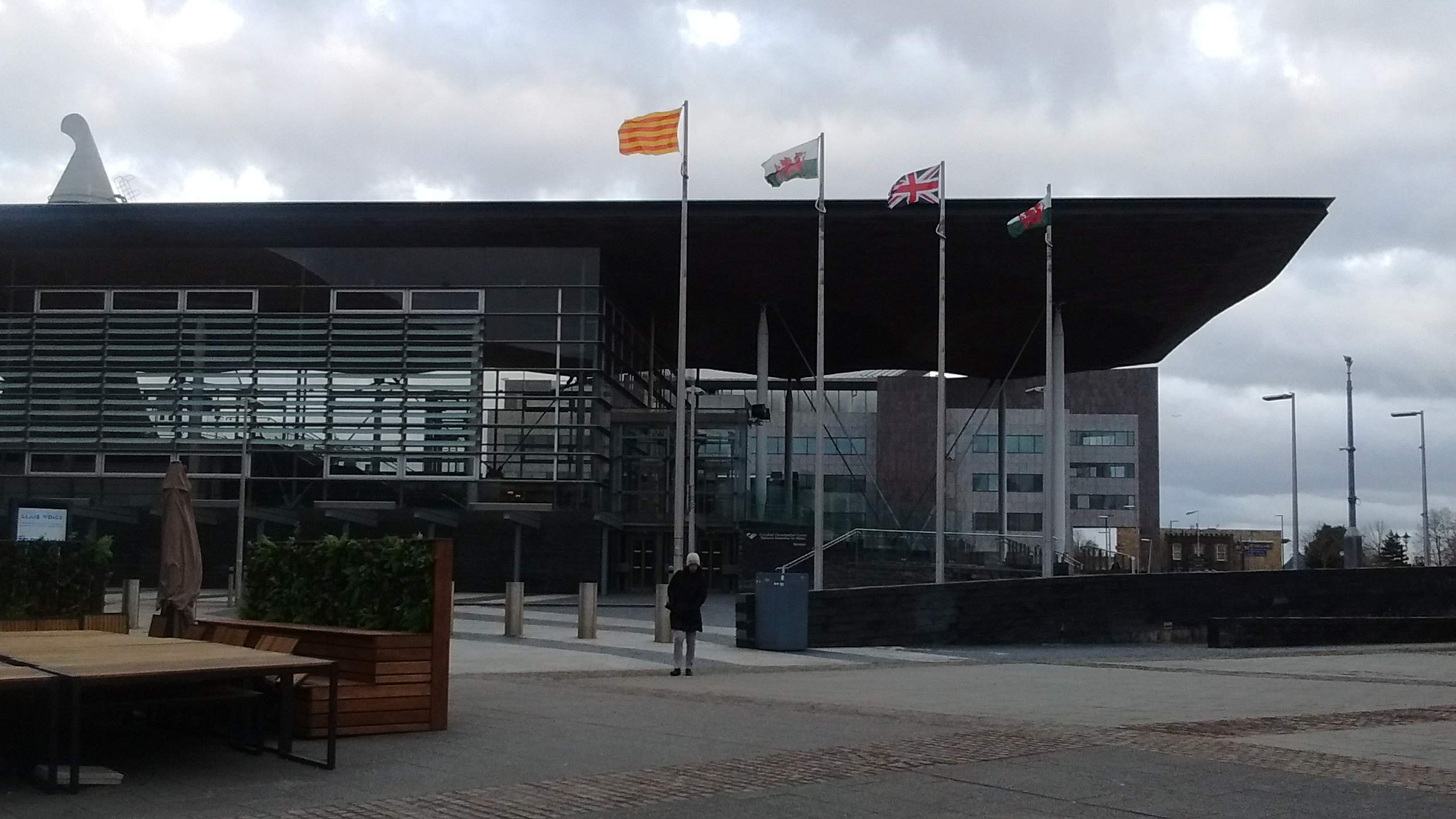
Senyera fora del Senedd, 11.3.2020